# Sawin (gmina)
Sawin (daw. gmina Bukowa) – gmina wiejska w województwie lubelskim, w powiecie chełmskim. W latach 1975–1998 gmina położona była w województwie chełmskim.
Siedziba gminy to Sawin.
Według danych z 30 czerwca 2004 gminę zamieszkiwało 5698 osób.

## Ochrona przyrody

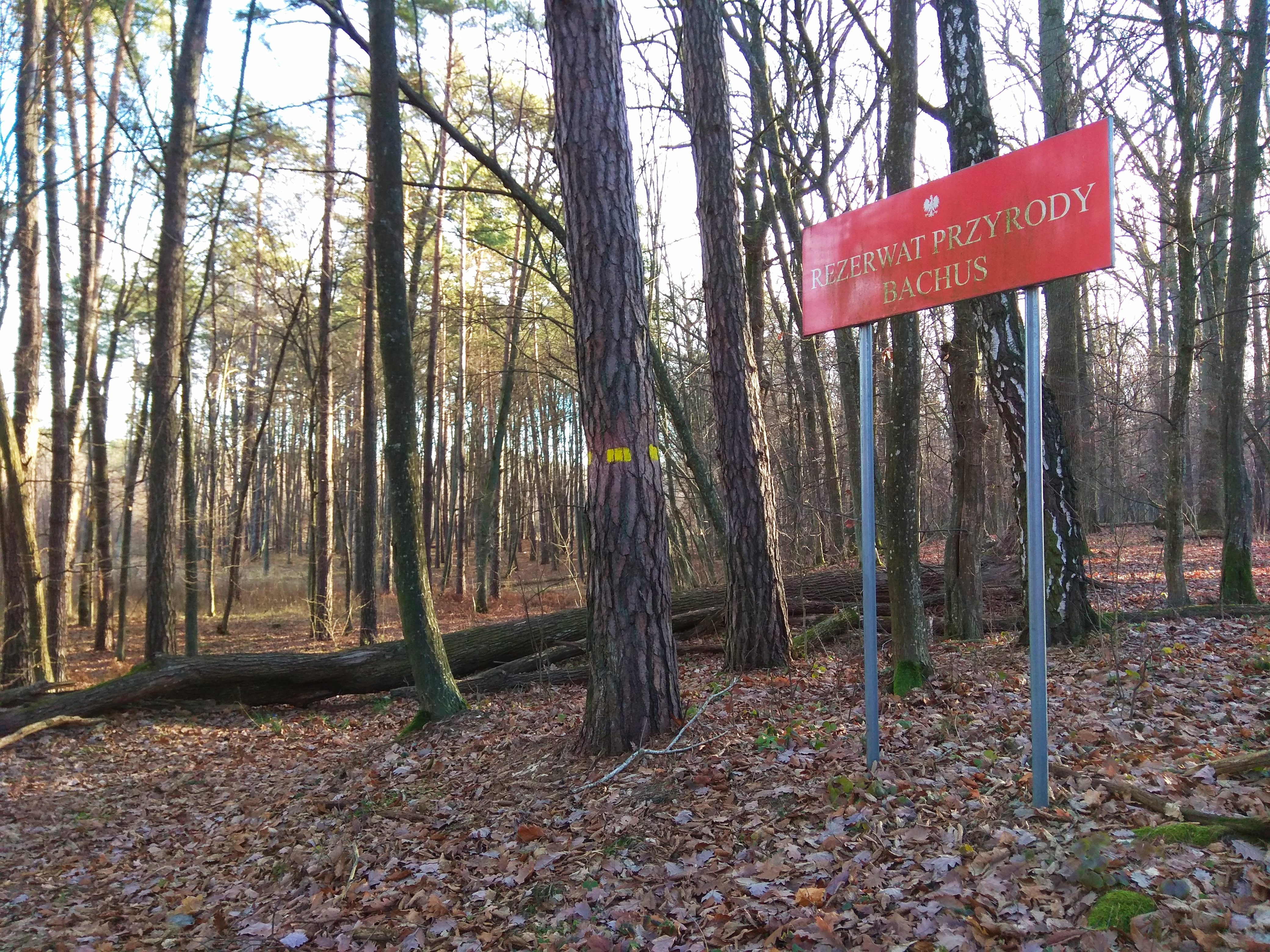
Rezerwat przyrody Bachus

Na obszarze gminy znajdują się następujące rezerwaty przyrody:
- rezerwat przyrody Bachus – chroni las liściasty z dębem bezszypułkowym na granicy jego zasięgu;
- rezerwat przyrody Serniawy – chroni fragment łęgu olchowo-wiązowego i gradu niskiego pochodzenia naturalnego.

## Struktura powierzchni
Według danych z roku 2002 gmina Sawin ma obszar 190,2 km², w tym:
- użytki rolne: 69%
- użytki leśne: 24%

Gmina stanowi 10,69% powierzchni powiatu.

## Demografia

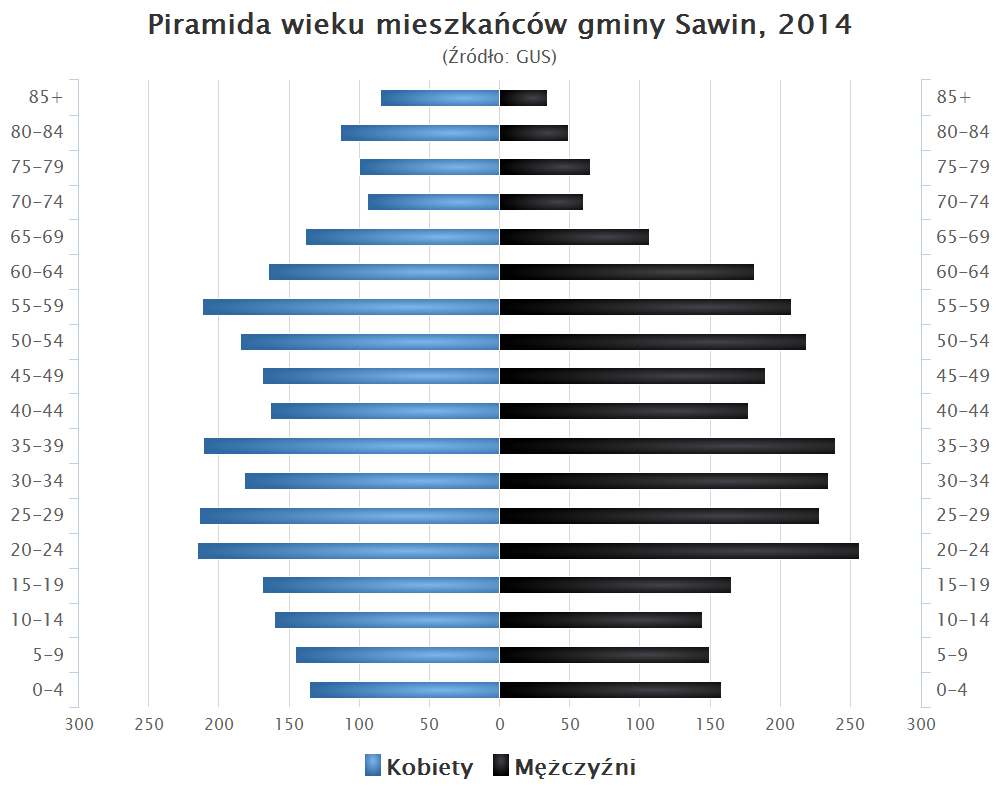
Piramida wieku mieszkańców gminy Sawin w 2014 roku

Dane z 30 czerwca 2004:
| Opis                              | Ogółem | Ogółem | Kobiety | Kobiety | Mężczyźni | Mężczyźni |
| --------------------------------- | ------ | ------ | ------- | ------- | --------- | --------- |
| Jednostka                         | osób   | %      | osób    | %       | osób      | %         |
| Populacja                         | 5698   | 100    | 2866    | 50,3    | 2832      | 49,7      |
| Gęstość zaludnienia [mieszk./km²] | 30     | 30     | 15,1    | 15,1    | 14,9      | 14,9      |

## Sołectwa
Bachus, Bukowa Mała, Bukowa Wielka, Chutcze, Czułczyce, Czułczyce-Kolonia, Czułczyce Małe, Krobonosz, Łowcza, Łukówek, Malinówka, Petryłów, Podpakule, Radzanów, Sajczyce, Sawin, Serniawy, Średni Łan

## Sąsiednie gminy
Chełm, Hańsk, Ruda-Huta, Wierzbica, Wola Uhruska